# Casa consistorial de Tomellosa
El edificio del ayuntamiento es la sede de la alcaldía pedánea de Tomellosa, en el municipio de Brihuega (Guadalajara, España).
Es un edificio renacentista y fue construido a finales del siglo XVI o principios del siglo XVII. En los autos de 1712 aparecen ubicados en el edificio del ayuntamiento la cárcel, la carnicería, el pósito y el archivo de documentos.
Destaca la fachada, característica de una construcción de arquitectura popular mostrando una estructura sencilla y tosca de entramado de madera, sin ningún tipo de ornamento ni elemento que la singularice. La fachada tiene dos pisos constituidos por dos soportales adintelados con seis columnas de madera. Los paramentos del edificio son de adobe y la cubierta es a dos aguas con teja árabe.